# Mathuvalli Estate, Sringeri
Mathuvalli Estate là một làng thuộc tehsil Sringeri, huyện Chikmagalur, bang Karnataka, Ấn Độ.